# Eugnathogobius paludosus
Eugnathogobius paludosus é uma espécie de peixe da família Gobiidae e da ordem Perciformes.

## Morfologia
- Os machos podem atingir 3,1 cm de comprimento total.[6][7]

## Habitat
É um peixe de água doce, de clima tropical e demersal.

## Distribuição geográfica
É encontrado em: Ásia: Malásia e Indonésia.

## Observações
É inofensivo para os humanos.